# Centrolene fernandoi
Centrolene fernandoi és una espècie de granota que viu a Perú.
Està amenaçada d'extinció per la pèrdua del seu hàbitat natural.